# 赫連姓
赫連姓是漢字複姓，源自匈奴攣鞮氏。十六國時期，匈奴鐵弗部劉勃勃建立大夏，稱大夏天王、大單于，以「帝王者，繫天為子，是為徽赫實與天連。」之義，改其嫡系姓赫連（庶系只能以鐵伐為姓），即赫連勃勃，是謂赫連氏之始祖。

## 延伸阅读
[在维基数据编辑]
 《百家姓》
 《欽定古今圖書集成·明倫彙編·氏族典·赫連姓部》，出自陈梦雷《古今圖書集成》